# George Francis FitzGerald
George Francis FitzGerald, irländsk fysiker  född 3 augusti 1851 i Dublin, död 22 februari 1901. Bekant dels för att han pekade på en metod att alstra radiovågor (senare experimentellt bekräftad av Heinrich Hertz), dels för att han formulerade teorin för den s.k. Lorentz-FitzGerald-kontraktionen som Einstein använde i sin relativitetsteori.
Kontraktionsteorin, som även utvecklades oberoende av holländaren Hendrik Lorentz, innebär att föremål som rör sig med hög hastighet förkortas i rörelseriktningen.